# Římskokatolická farnost Uherčice u Hustopečí
Římskokatolická farnost Uherčice u Hustopečí je územní společenství římských katolíků s farním kostelem svatého Jana Křtitele v rámci hustopečského děkanství brněnské diecéze.

## Historie farnosti
První doložená písemná zpráva o Uherčicích pochází z roku 1220. V té době zde již byl farní kostel náležející vilémovskému klášteru benediktinů. Za husitských válek přesídlili vilémovští mniši do Uherčic, založili zde proboštství a sídlo opata. Poslední uherčický opat Petr byl donucen evangelíky uprchnout do Rajhradu, kde roku 1541 zemřel.

## Duchovní správci
Administrátorem excurrendo je od 1. července 1995 R. D. Mgr. Petr Havlát z Velkých Němčic.

## Bohoslužby
| Kostel                | Místo    | Bohoslužba (den)           | Hodina                                                   | Poznámka     |
| --------------------- | -------- | -------------------------- | -------------------------------------------------------- | ------------ |
| svatého Jana Křtitele | Uherčice | neděle pondělí úterý pátek | 8.00 17.30 (zima)/18.00 (léto) 18.00 (zima)/19.00 (léto) | Farní kostel |

## Primice
Ve farnosti slavili primice tito novokněží:
- Dne 5. července 1987 Josef Prchal
- Dne 13. července 2008 novokněz Bohumil Urbánek.[3]

## Aktivity farnosti
Dnem vzájemných modliteb farností za bohoslovce a bohoslovců za farnosti brněnské diecéze je 4. duben. Adorační den připadá na 24. června.
Každoročně se zde koná tříkrálová sbírka. V roce 2015 se při ní vybralo 48 737 korun. Při sbírce v roce 2016 činil výtěžek 53 327 korun. V roce 2018 dosáhl výtěžek sbírky 60 000 korun.
Pravidelně při bohoslužbách vystupuje farní sbor a schola.